# Гезов
Гезов — хутор в Алексеевском районе (городском округе, с 2018) Белгородской области, входит в состав Кущинского сельского поселения.

## Описание
Расположен в восточной части области, в 11 км к югу от районного центра, города Алексеевки. 
| 1859 | 1897 | 2002 | 2010 |
| ---- | ---- | ---- | ---- |
| 492  | ↗574 | ↘256 | ↗305 |

Улицы и переулки
| - ул. Луговая - ул. Солнечная - ул. Широкая | - Широкий пер. |

## История
В 1859 году — Бирюченского уезда «хутор владельческий Гезев при Глубоком овраге» «на большом почтовом тракте от г. Бирюча до г. Острогожска» — 57 дворов, 492 жителя (242 мужск. и 250 женск. пола).
Упоминается в Памятной книжке Воронежской губернии за 1887 год как "хутор Гезовъ" Щербаковской волости Бирюченского уезда. Число жителей обоего пола — 526, число дворов — 75.

## Известные люди
Пяташова, Наталья Романовна (1929 — 1970) — передовик советского сельского хозяйства, Герой Социалистического Труда (1958).